# Dambal, Mundargi
Dambal là một làng thuộc tehsil Mundargi, huyện Gadag, bang Karnataka, Ấn Độ.